# Hagenbachia
Hagenbachia is een geslacht uit de aspergefamilie. De soorten komen voor in Zuid-Amerika en Centraal-Amerika.

## Soorten
- Hagenbachia brasiliensis
- Hagenbachia columbiana
- Hagenbachia ecuadorensis
- Hagenbachia hassleriana
- Hagenbachia matogrossensis
- Hagenbachia panamensis